# Hartman R2 Carrier
Der R2 Carrier ist ein Ro-Ro-Mehrzweckschiffstyp der niederländischen Reederei Global Seatrade in Urk.

## Allgemeines
Entwickelt wurde der Schiffstyp von dem niederländischen Schiffbauunternehmen Hartman Marine Shipbuilding in Zusammenarbeit mit Conoship International. Er basiert auf dem ebenfalls von Hartman Marine Shipbuilding entwickelten Schiffstyp „M2 Runner“. Typschiff ist die im Juli 2017 abgelieferte Baltic.
Der Rumpf der Schiffe wurde im Auftrag von Neptune Marine Projects auf der polnischen Werft Partner Shipyard gebaut und für die Endausrüstung zu Hartman Marine Shipbuilding geschleppt.
Die Baltic wurde vom dänischen Unternehmen Ocean7 Projects befrachtet. Die beiden Folgebauten fahren für die niederländische Reederei Amasus Shipping.

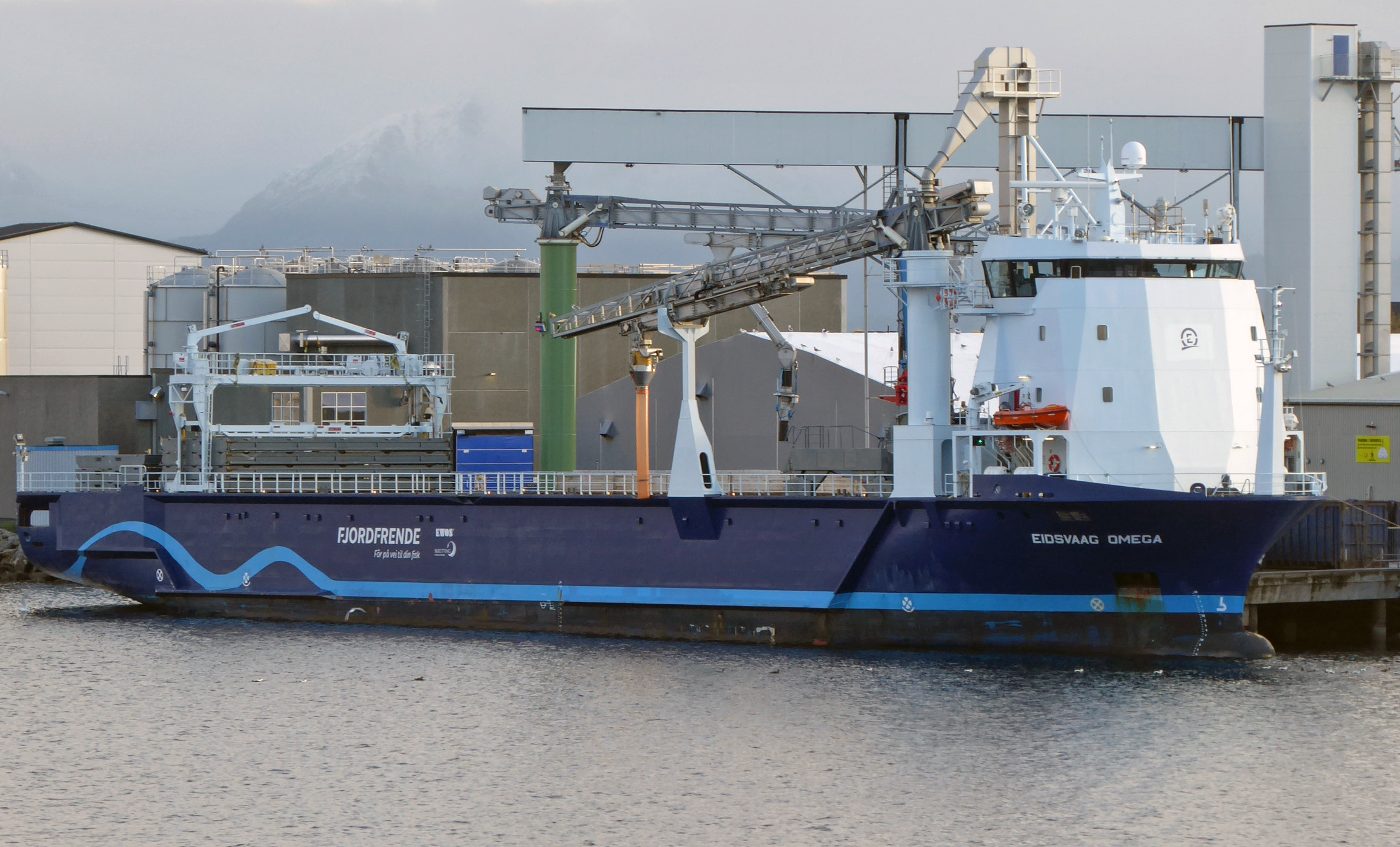
Eisdsvaag Omega

Die Baltic wurde 2020 zu einem Spezialschiff für den Transport von Fischfutter zu Fischfarmen in den norwegischen Fjords umgebaut. Dabei wurde es unter anderem mit Umschlagsgerät für das Laden- und Löschen von Fischfutter sowie mit zwei weiteren Querstrahlsteueranlagen ausgerüstet. Das in Eidsvaag Omega umbenannte Schiff wird vom norwegischen Unternehmen Eidsvaag betrieben.

## Beschreibung
Die Schiffe des Typs werden von einem Dieselmotor angetrieben, der über ein Getriebe auf einen Verstellpropeller wirkt. Die Maximalgeschwindigkeit des Schiffstyps liegt bei 13 kn. Beim Typschiff kam ein Viertakt-Sechszylinder-Dieselmotor des Herstellers Wärtsilä (Typ: 6L20) mit 1.200 kW Leistung zum Einsatz. Die beiden Folgebauten wurden mit einem ABC-Dieselmotor (Typ: 6DZC) mit jeweils 1325 kW Leistung ausgerüstet.
Für die Stromerzeugung stehen ein von der Hauptmaschine angetriebener Generator mit 680 kW Leistung (850 kVA Scheinleistung) und ein Dieselgenerator mit 220 kW (275 kVA Scheinleistung) zur Verfügung. Für den Hafen- und Notbetrieb wurde ein baugleicher Dieselgenerator verbaut.
Der Schiffstyp verfügt über jeweils eine Querstrahlsteueranlage im Bug- und im Heckbereich (mit 350 bzw. 250 kW Leistung).
Das Deckshaus befindet sich im vorderen Bereich des Schiffstyps. Hierdurch kann besonders hohe Ladung gefahren werden, ohne dass es zu Sichteinschränkung von der Brücke kommt. Das Deckshaus bietet weiterhin Schutz vor überkommendem Wasser.
Hinter dem Deckshaus befindet sich ein Laderaum. Auf der Tankdecke ist der Raum 49 Meter lang und 12 Meter breit, auf Höhe des Hauptdecks ist er 69,30 Meter lang und 12,50 Meter breit. Der Raum ist 8,30 Meter hoch. Er kann mithilfe eines Zwischendecks, das aus sechs Pontons besteht, unterteilt werden. Das Zwischendeck kann in zwei Höhen eingehängt werden. Der Laderaum kann mit elf Pontonlukendeckeln verschlossen werden. Das dadurch entstehende Wetterdeck ist 80 Meter lang und 15 Meter breit. Lukendeckel und Zwischendeckspontons können mithilfe eines Lukenwagens bewegt werden. Für den Transport besonders voluminöser und überhoher Ladung kann das Schiff mit offenen Luken fahren.
Auf der Tankdecke stehen 588 m² Fläche zur Verfügung. Die Tankdecke kann mit 15 t/m² belastet werden. Durch das Zwischendeck können bis zu 759 m² Fläche zur Verfügung gestellt werden. Die Zwischendeckspontons können mit 5 t/m² belastet werden. Auf dem Wetterdeck stehen maximal 1.200 m² Fläche zur Verfügung. Die Lukendeckel können mit 3,5 t/m² belastet werden.
Am Heck befindet sich eine 6 Meter lange RoRo-Rampe, von der aus das Zwischendeck zu erreichen ist. Der Schiffstyp ist mit einem 19 Meter langen Ankerpfahl ausgerüstet, um auch an Pieranlagen, die nicht für den RoRo-Umschlag vorgesehen sind, rollende Ladung umschlagen zu können.

## Schiffe
| R2 Carrier   | R2 Carrier | R2 Carrier | R2 Carrier       | R2 Carrier                 |
| Bauname      | Baunummer  | IMO-Nummer | Ablieferung      | Umbenennungen und Verbleib |
| ------------ | ---------- | ---------- | ---------------- | -------------------------- |
| Baltic       | 009        | 9763784    | 17. Juli 2017    | 2020 Umbau, Eidsvaag Omega |
| Western Rock | 010        | 9827554    | 28. Februar 2018 |                            |
| Eastern Rock | 011        | 9857119    | Juli 2019        |                            |

Die Reederei Global Seatrade betreibt die Schiffe unter der Flagge der Niederlande.